# MF 01
MF 2000(공식 명칭 MF 01)은 파리 메트로에서 운행 중인 철제 차륜 통근형 전동차이다. 이 차량은 2007년 12월에 처음 도입되었고 2015년에 납품이 완료되었다. RATP는 2001년에 노후화된 MF 67을 대체하기 위해 160대 편성 또는 800량의 차량을 주문했다. 이 열차는 2호선, 5호선, 9호선에서 운행하고 있다.
MF 01은 2005년 6월 17일에 처음으로 언론에 소개되었지만, 2006년 1월에야 첫 열차가 시운전을 실시하게 되었다. 2호선의 영업 운행은 2008년 6월 11일에 시작되었고, 2011년 3월까지 2호선에 새로운 철도 차량이 모두 설치되었다. 시운전은 두 대의 열차가 처음 배치된 5호선에서 신속히 실시되었다. 5호선의 영업 운행은 2011년 6월 15일에 시작되었으며 2012년 4월 현재 거의 25대의 열차가 운행되고 있다.
2011년 2월 9일, STIMF는 3억 3천만 유로의 비용으로 9호선의 MF 2000 열차를 매입하기로 결정했다. 모든 차량이 5호선으로 도입한 후인 2013년에 납품되었으며 2016년까지 이어질 예정이다. 9호선 열차의 특징은 냉방 장치를 포함하여 2호선과 5호선의 열차와 사실상 동일하게 구성된다. 그러나, 이 열차에는 RER A선의 MI09 통근철도 열차를 기반으로 한 새로운 RATP/STIF 공용 도색이 적용되어, 메트로에서 RATP/STIF 도색을 처음으로 선보였다. 9호선 첫 열차(096)는 2013년 6월에 도입하여 2013년 7월부터 5호선에 영업 운행을 시작했다. 이후 2013년 10월 초 9호선의 영업 운행을 위해 준비되었고, 2013년 10월 21일 영업 운행에 들어갔다.

## 구상
2, 5, 9호선에서 MF 67 열차의 상당수가 35년 가까이 운행되는 가운데, RATP는 새로운 종류의 철제 차륜 전동차가 필요하다고 판단했다. 경쟁에 관한 유럽 법률의 변경으로, RATP는 입찰 방식을 변경해야했다. 그 결과 RATP는 수많은 기업들이 참여할 수 있는 공개입찰을 시작했다.
알스톰, 봄바디어, 테크니카톰, CSEE 등 4개 열차 제조업체의 우승 컨소시엄은 8억 유로를 들여 MF 2000을 제조하기로 결정했다. RATP가 4개 제조사에 열차 차량의 다른 부품을 제조하도록 한 것은 역사상 처음 있는 일이었다. 이 과정에서 4개 업체 간 협업이 원활하지 않아 납품 시기가 1년 지연되었으나 RATP는 그동안 원가가 감소했다.

## 상세
MF 01의 외형은 디자인 공모의 결과물이었으며, 수상 디자인은 MP 89와 유사하다. 내부도 MP 89의 내부와 비슷하게 생겼으며, 동일한 차량 간 연결 통로를 지니고 있지만, 새로운 보안 기능이 추가되었다. 이 열차는 파리 메트로에서 냉방 시설을 포함한 최초의 철도 차량이다. 또한 MF 2000은 견인 및 제동 시스템의 혁신으로 인해 구형 모델보다 30% 적은 에너지를 소비한다.
현재 사전제작 열차 #001호에는 딜리당 멀티미디어 시스템이 탑재되어 있다. MF 01 열차는 모두 시스템을 쉽게 설치할 수 있도록 구성되었지만, 높은 비용으로 인해 모든 열차 편성으로의 구현이 지연되었다. 2014년 8월에 동일한 열차가 RATP/STIF 공용 도색에서 처음으로 재도색된 편성이 되었으며, 원래 2호선으로 운행되었으나 9호선에 영구적으로 재뱌치되었다.

## 9호선 도입
이전에 2호선과 5호선에 MF 01 열차를 납품했던 것과 달리, 9호선으로의 납품은 잠시 동안 5호선 영업 운행에 열차를 투입한 후 9호선으로 이전하여 영업 운행을 하였다. 10호선이 9호선과 임시로 공유하는 오퇴이(Auteuil) 차량기지는 MF 01의 유지보수 작업을 처리할 수 있는 장비가 없기 때문에 9호선을 따라 진행되는 불로뉴(Boulogne) 차량기지의 개전축으로 철도 차량이 대량으로 늘어나서는 것을 막으므로, 5호선을 따라 있는
따라서 5호선을 따라 있는 보비니(Bobigny) 차량기지에서 집중적인 유지보수 작업을 수행해야 한다.

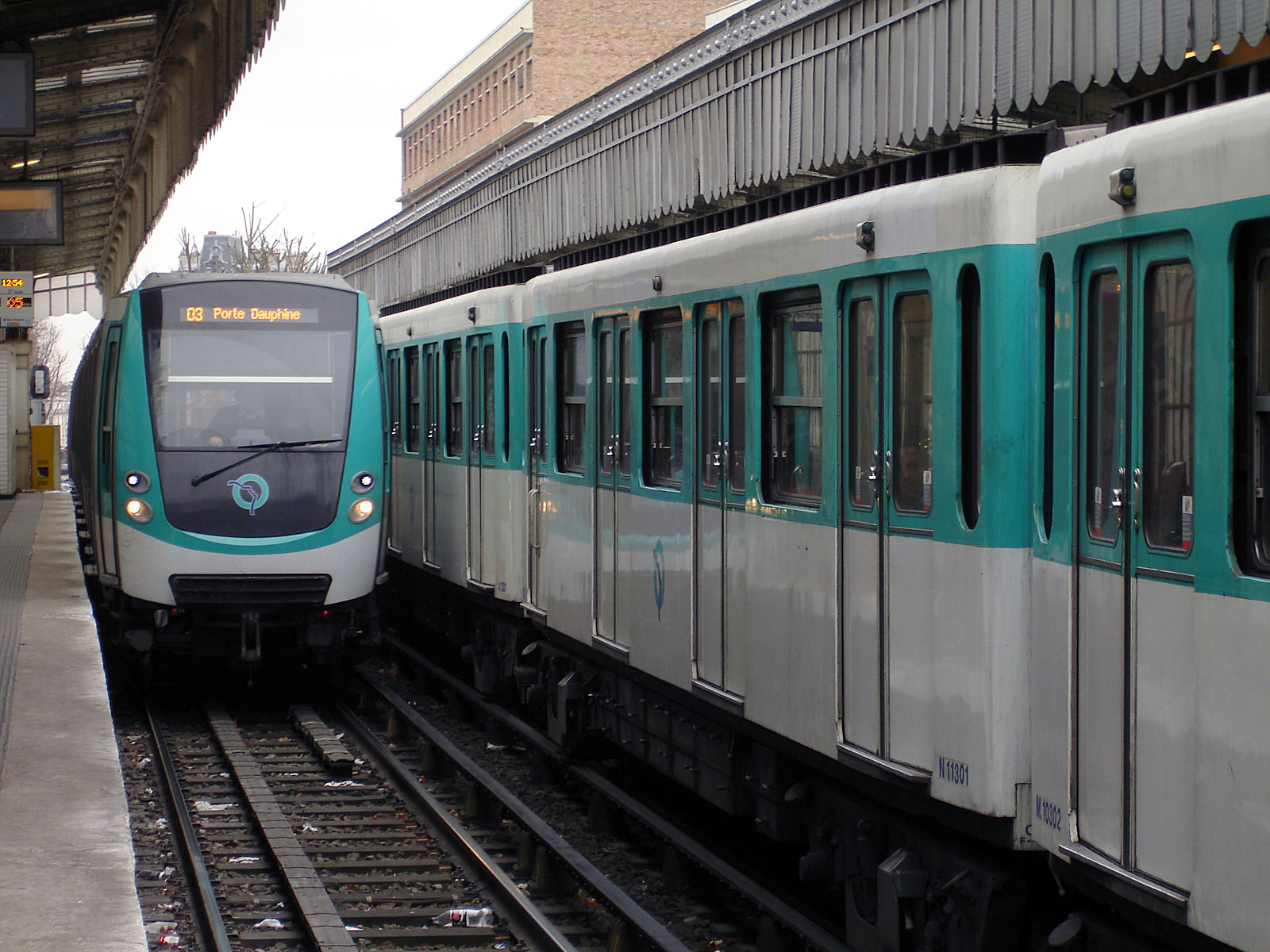
조레스역에서 MF 67과 함께 통과하는 MF 01 열차
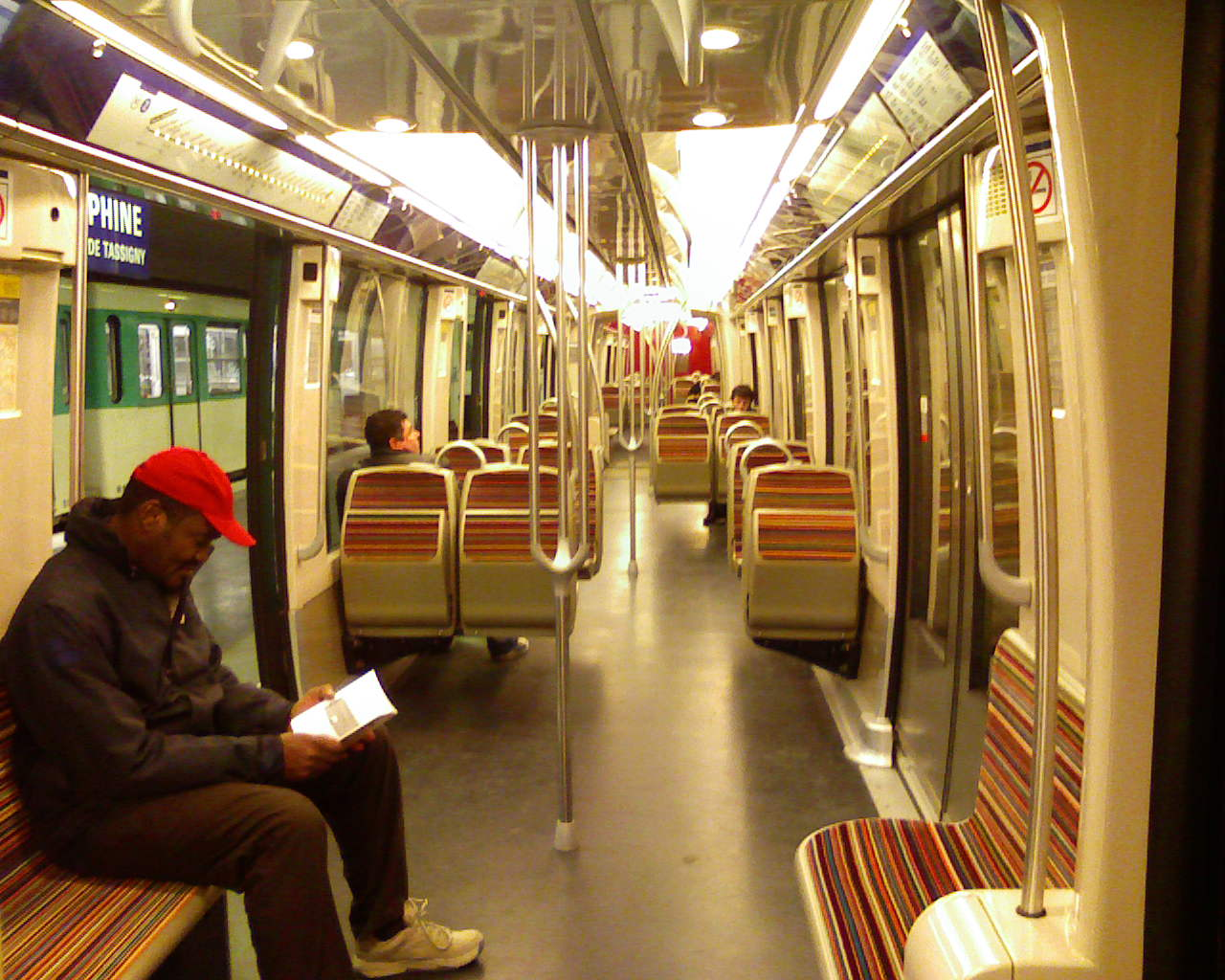
내부
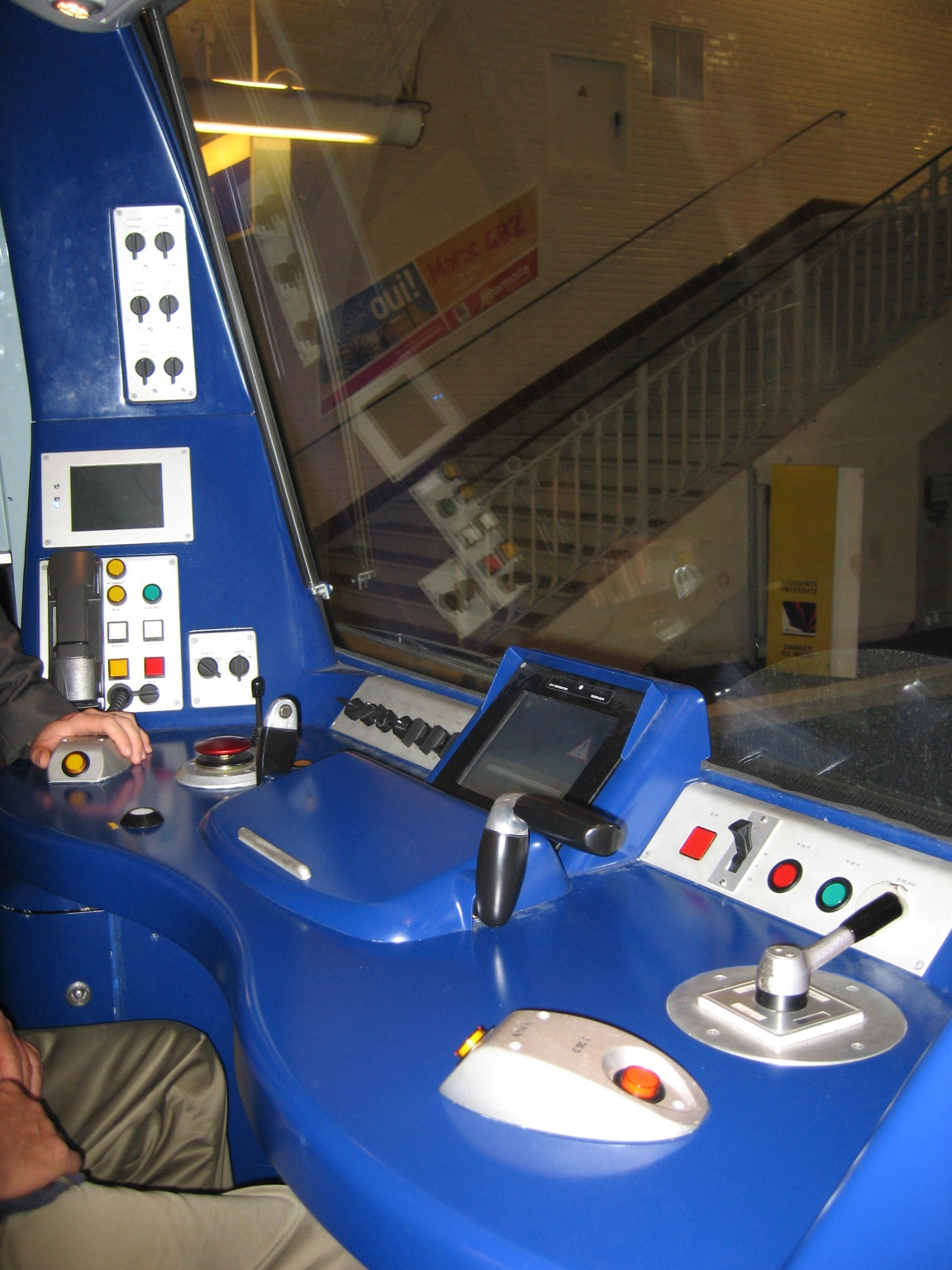
운전석
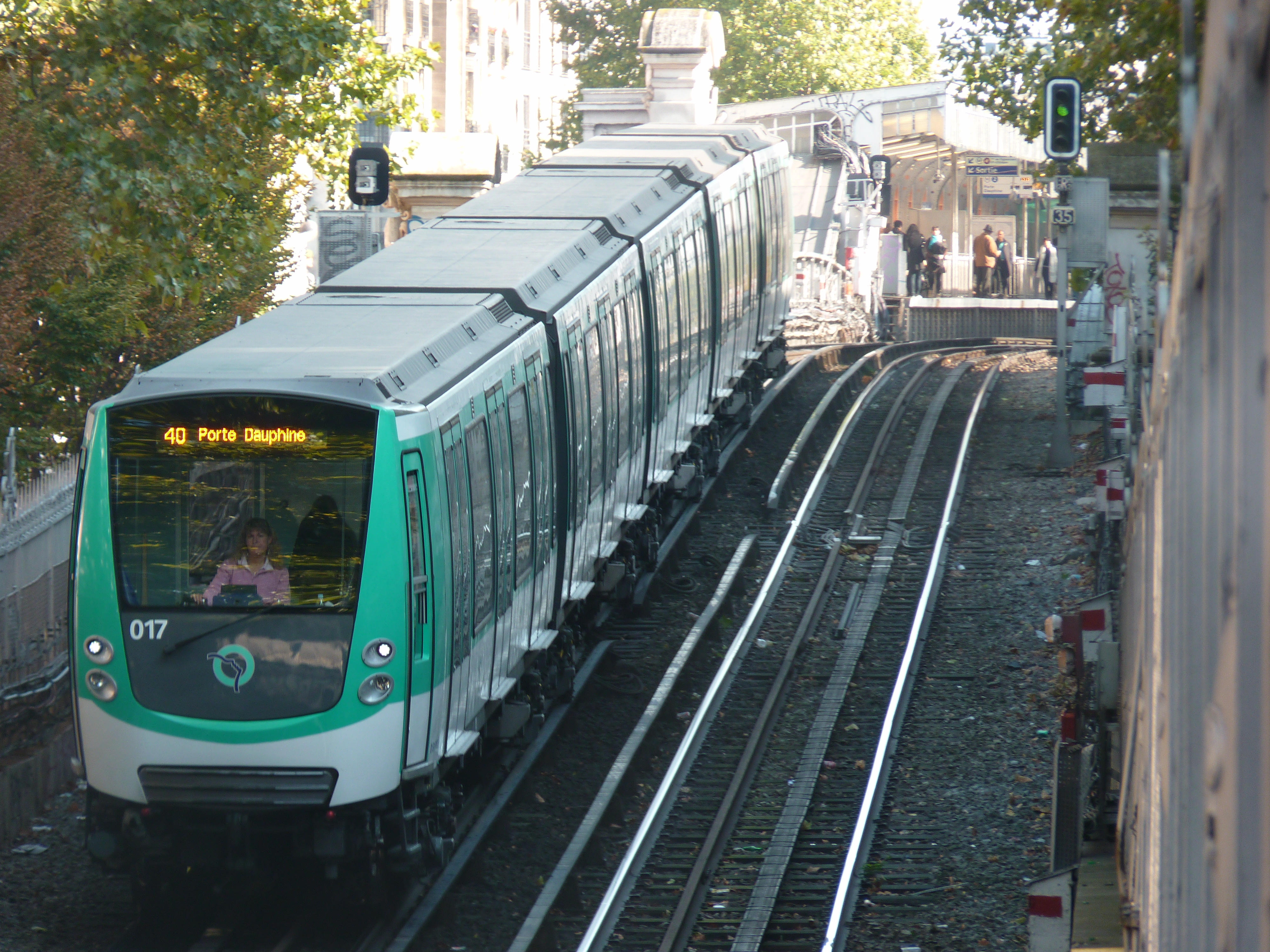
바르베-로셰슈아르역에서 진입하는 포르트 도팽 방면 017호 열차